# (8142) Zolotov
(8142) Zolotov – planetoida z grupy pasa głównego asteroid okrążająca Słońce w ciągu 3 lat i 267 dni w średniej odległości 2,4 au. Została odkryta 20 października 1982 roku. Przed nadaniem nazwy planetoida nosiła oznaczenie tymczasowe (8142) 1982 UR6.